# Plocamione clopetaria
Plocamione clopetaria är en svampdjursart som först beskrevs av Schmidt 1870.  Plocamione clopetaria ingår i släktet Plocamione och familjen Raspailiidae. Inga underarter finns listade i Catalogue of Life.